# Thomas Jernkrok
Thomas Jernkrok ist ein ehemaliger schwedischer Skispringer.

## Werdegang
Jernkrok sprang in der Saison 1979/80 sein erstes und einziges Springen im Skisprung-Weltcup. Beim Springen auf der Großschanze belegte er im französischen Saint-Nizier den 8. Platz und kam so am Ende der Saison gemeinsam mit Stein Eric Tveiten, Leonid Komarow und Alexei Borowitin auf den 75. Platz in der Weltcup-Gesamtwertung. 1983 wurde Jernkrok Schwedischer Meister von der Normalschanze.

## Erfolge

### Weltcup-Platzierungen
| Saison  | Platz | Punkte |
| ------- | ----- | ------ |
| 1979/80 | 75.   | 8      |